# Trading Places
Trading Places is een Amerikaanse filmkomedie uit 1983 onder regie van John Landis. De film won twee BAFTA Awards en werd genomineerd voor een derde, een Academy Award en twee Golden Globes.

## Verhaal
De rijke Randolph (Ralph Bellamy) en Mortimer Duke (Don Ameche) discussiëren over de vraag of de klasse van een mens in hem zit of dat enkel zijn omstandigheden daarvoor zorgen. Bij wijze van weddenschap (voor één dollar) besluiten ze de proef op de som te nemen en de levens van zwerver Billy Ray Valentine (Eddie Murphy) en de arrogante Louis Winthorpe III (Dan Aykroyd) compleet overhoop te gooien. Van de ene op de andere dag, laten ze Winthorpe alles afnemen en Valentine in een duur huis, garderobe en goedbetaalde baan op de beursvloer zetten. Vervolgens wachten ze af wat er gebeurt.
Wanneer de twee er na een tijd achter komen hoe de vork in de steel zit, willen ze wraak. Ze willen de Dukes een lesje leren, namelijk dat je niet zomaar met iemands leven kan sollen. Met de hulp van Ophelia een prostituee (Jamie Lee Curtis) en butler Coleman (Denholm Elliott) bedenken ze een plan om de broers te treffen waar ze dat het hardst voelen, namelijk in hun portemonnee.

## Rolverdeling
| Acteur              | Personage                             |
| ------------------- | ------------------------------------- |
| Dan Aykroyd         | Louis Winthorpe III                   |
| Eddie Murphy        | William Raymond "Billy Ray" Valentine |
| Ralph Bellamy       | Randolph Duke                         |
| Don Ameche          | Mortimer Duke                         |
| Denholm Elliott     | Coleman                               |
| Jamie Lee Curtis    | Ophelia                               |
| Kristin Holby       | Penelope Witherspoon                  |
| Paul Gleason        | Clarence Beeks                        |
| Robert Curtis Brown | Todd                                  |
| Nicholas Guest      | Harry                                 |
| John Bedford Lloyd  | Andrew                                |
| Tony Sherer         | Philip                                |
| Avon Long           | Ezra                                  |
| Ron Taylor          | Grote celgenoot                       |
| James D. Turner     | Grotere celgenoot                     |
| Gwyllum Evans       | Voorzitter Heritage Club              |
| Kelly Curtis        | Muffy                                 |
| Tracy K. Shaffer    | Constance                             |
| Susan Fallender     | Bunny                                 |
| James Belushi       | Harvey                                |
| Don McLeod          | Gorilla                               |
| Arleen Sorkin       | Feestganger                           |

## Trivia
- Winthorpe heeft het nummer 7474505B op zijn gevangenispak. Dat is hetzelfde nummer als Jake heeft in The Blues Brothers, dat Landis eveneens regisseerde.
- De acteurs die de gebroeders Duke spelen, duiken later kort op in Murphy's film Coming to America (1988). Daarin spelen ze twee arme zwervers die een berg geld van Murphy's personage krijgen.
- Murphy en Aykroyd zijn beiden lid geweest van de ploeg van Saturday Night Live, evenals Muppet-poppenspelers Frank Oz en Richard Hunt, die een bijrol spelen in de film.
- Murphy en regisseur Landis werkten later nogmaals samen aan Coming to America en aan Beverly Hills Cop III.
- De film Hoi Polloi (1935) heeft eenzelfde plot als Trading Places. Ook daarin draait alles om een weddenschap of er van een willekeurige zwerver van de straat zomaar een 'heer' gemaakt kan worden.
- De titel van de film is dubbelzinnig. Van de ene kant slaat het op de beurs, een plaats waar handel plaatsvindt, aan de andere kant op het feit dat Billy Ray de plaats van Winthorpe inneemt.